# Alejandro Puerto
Alejandro Puerto Díaz (ur. 1 października 1964 w Pinar del Rio) – kubański zapaśnik w stylu wolnym. Dwukrotny olimpijczyk. Złoty medalista na Igrzyskach w Barcelonie 1992, piętnaste miejsce w Atlancie 1996 w wadze do 57 kg.
Sześciokrotny uczestnik mistrzostw Świata, dwa razy złoty medalista w 1990 i 1994 roku. Czterokrotny medalista Igrzysk Panamerykańskich, złoty w 1987 roku. Cztery razy wygrywał na Mistrzostwach Panamerykańskich. Triumfator Igrzysk Ameryki Środkowej i Karaibów w 1986 i 1990 roku. Mistrz Ameryki Centralnej w 1984 i 1990 roku. Drugi w Pucharze Świata w 1986 i 1988; trzeci w 1989 i 1993 roku.